# Bảo tàng Legia Warszawa
Bảo tàng Legia Warsaw (tiếng Ba Lan: Muzeum Legii Warszawa) là một bảo tàng dành cho lịch sử của Câu lạc bộ bóng đá Legia Warszawa, tọa lạc tại số 3 Phố Łazienkowska, Warsaw, Ba Lan.

## Lịch sử
Bảo tàng Legia Warsaw được thành lập vào năm 2005 theo khởi xướng của Wiktor Bołba. Trụ sở ban đầu của Bảo tàng là nơi trước đây từng đặt Câu lạc bộ Legia Warszawa. Bảo tàng bắt đầu mở cửa đón công chúng vào ngày 21 tháng 4 năm 2006, nhân dịp kỷ niệm 90 năm thành lập Câu lạc bộ Legia Warszawa.
Bốn năm sau, Bảo tàng được chuyển đến một căn phòng mới nằm ở tầng trệt của Sân vận động Quân đội Ba Lan mới, dưới khán đài phía bắc "Żyleta".

## Triển lãm
Bộ sưu tập của Bảo tàng Legia Warsaw hiện đang bao gồm hàng trăm hiện vật và kỷ vật có liên quan đến huấn luyện viên và cầu thủ hàng đầu của Câu lạc bộ, bao gồm: Lucjan Brychczy, Kazimierz Deyna và Kazimierz Górski. Ngoài ra, trong bộ sưu tập của Bảo tàng còn có những chiếc cúp, bóng, đồng phục bóng đá, ảnh từ các cuộc họp mặt và sự kiện thể thao.
Phần lớn các hiện vật và kỷ vật được thu thập trong Bảo tàng Legia Warsaw đều liên quan đến bóng đá, nhưng trong bộ sưu tập của Bảo tàng cũng có một số hiện vật liên quan đến các bộ môn quyền anh, đấu vật và đấu kiếm, nhằm nhắc nhở về lịch sử của các câu lạc bộ ở Warsaw.